# The Metamorphosis Melody
The Metamorphosis Melody är det tysk-norska folk metal-bandet Midnattsols tredje studioalbum, utgivet 2011 av skivbolaget  Napalm Records.

## Låtförteckning
1. "Alv" (instrumental) – 1:45
2. "The Metamorphosis Melody" – 5:52
3. "Spellbound" – 5:23
4. "The Tide" – 5:16
5. "A Poet's Prayer" – 5:31
6. "Forlorn" – 4:49
7. "Kong Valemons kamp" – 6:34
8. "Goodbye" – 3:31
9. "Forvandlingen" – 6:53
10. "Motets makt" – 5:21
11. "My Re-Creation" – 5:24

- Text: Carmen Elise Espenæs
- Musik: Midnattsol
- "Kong Valemons kamp" är baserad på den norska folksagan "Kvitebjørn kong Valemon".

## Medverkande
Musiker (Midnattsol-medlemmar)
- Carmen Elise Espenæs – sång
- Daniel Droste – gitarr, sång
- Daniel Fischer – keyboard
- Birgit Öllbrunner – basgitarr, mungiga
- Alex Kautz – gitarr
- Chris Merzinsky – trummor, percussion

Produktion
- Markus Stock – producent, ljudtekniker, ljudmix, mastering
- Stefan Heilemann – omslagsdesign, omslagskonst, foto
- Ingo Römling – omslagskonst
- Jens Howorka – foto
- Angst-im-Wald – foto
- Birgit Öllbrunner – logo
- Chris Merzinsky – logo